# Parmalat
Parmalat är en italiensk livsmedelskoncern och ett av Europas största mejeriföretag. Den nuvarande koncernen är en rekonstruktion, det ursprungliga Parmalat gick i konkurs 2003 pga förskingring.  
Resterna  köptes 2011 till största delen av Lactalis och dess ägarfamilj Besnier. Bolagets aktier är noterade vid Borsa Italiana.
Parmalat grundades av Calisto Tanzi (1938–2022) i Parma som ett litet mejeri 1961. Företaget kunde snabbt expandera till de större städerna Genoa, Rom och Florens. En stor del i framgången var att man var det första mejeriet i Italien med tetra pak-förpackningar istället för glasflaskor. 1968 tog företaget namnet Parmalat och 1973 börsnoterades företaget. Företaget växte till att bli ett internationellt storföretag med tillverkning av förutom mejeriprodukter soppor, bröd och drycker. 
Efter Asienkrisen 1997 började företagets ledning låna pengar för att köpa upp konkurrenter. Detta lönade sig inte och  man dolde förlusterna genom att erbjuda andelar i företaget till försäljning. I februari 2003 tillkännagav ekonomichefen  en ny aktieemission som verkade vara på eget bevåg. Tanzi sa upp honom, och skaffade en ny ekonomichef som blev misstänksam kring bokföringen och sa upp sig för att ersättas av en ny som också blev kortvarig. När den utlovade aktieemissionen inte blev av började rykten spridas. För att få slut på dem visade företagsledningen upp ett intyg på att ett dotterbolag på Caymanöarna hade fem miljarder euro på ett konto hos Bank of America. I december 2003 gick Bank of America offentligt ut med att intyget var en förfalskning, dotterbolaget hade inget konto hos dem och skandalen var ett faktum. År 2008 dömdes Tanzi till 10 års fängelse
Parmalat var under många år storsponsor åt Parma FC.